# Біоцентричний всесвіт
Біоцентризм, біоцентричний всесвіт — концепція, запропонована у 2007 році американським вченим в області регенеративної медицини та біології Робертом Ланца, який бачить біологію центральною наукою у Всесвіті й ключем до розуміння інших наук. Біоцентризм стверджує, що біологічне життя створює навколишню реальність, час і всесвіт — тобто життя створює всесвіт, а не навпаки. Концепція вказує на те, що в даний час теорії фізичного світу не працюють і ніколи не будуть працювати, до тих пір, поки вони не будуть відштовхуватись, наче від вихідної точки — від життя у всесвіті та її розумного початку.
Наразі фізика розглядається як основа для вивчення Всесвіту, а хімія - фундамент для дослідження життя, однак, біоцентризм стверджує, що біологія — це фундамент для інших наук і претендує на звання так званої «теорії всього».
Роберт Ланца вважає, що майбутні експерименти, зокрема, з крупномасштабної квантової суперпозиції, підтвердять або ж поставлять під сумнів його теорію.

## Принципи біоцентризму
Роберт Ланца пропонує сім принципів біоцентризму, які вважає виведеними з наукових даних.
1. Перший принцип біоцентризму: сприйняття реальності – це процес, у якому безпосередньо бере участь наша свідомість. Якби «зовнішня» реальність існувала, вона за визначенням мала б перебувати у просторі. Але це не має значення, тому що час і простір не є абсолютною реальністю, а лише категоріями мислення, що допомагають осягати світ.
2. Другий принцип біоцентризму: наші зовнішні та внутрішні відчуття нерозривно пов'язані. Вони не можуть бути розділені як дві сторони однієї медалі.
3. Третій принцип біоцентризму: поведінка елементарних частинок – насправді будь-яких частинок та об'єктів – нерозривно пов'язана з наявністю спостерігача. За відсутності свідомого спостерігача всі елементи реальності у кращому випадку існують у невизначеному стані і є ймовірнісними хвилями.
4. Четвертий принцип біоцентризму: без участі свідомості «матерія» перебуває у невизначеному ймовірнісному стані. Якщо Всесвіт і існував до появи свідомості, то лише у ймовірнісному стані.
5. П'ятий принцип біоцентризму: всю організацію Всесвіту можна пояснити лише з позицій біоцентризму. Всесвіт тонко налаштований на підтримку життя, і це цілком логічно, якщо життя створює Всесвіт, а не навпаки. Всесвіт – це просто цілком несуперечливе просторово-часове уявлення себе.
6. Шостий принцип біоцентризму: час як такий не існує поза чуттєвим сприйняттям, властивим людині та тваринам. Час – це процес розуміння змін, що відбуваються в навколишньому Всесвіті.
7. Сьомий принцип біоцентризму: простір, як і час, не є об'єктом, ані феноменом. Простір – це ще одна форма сприйняття, що допомагає живим організмам сприймати світ, і є незалежним компонентом реальності. Ми несемо за собою простір і час, як черепаха тягне свій панцир. Відповідно, немає абсолютної самодостатньої матриці, у якій фізичні явища протікали б незалежно від життя.

## Критика
Біоцентрична гіпотеза Ланца була зустрінута неоднозначно. Діпак Чопра назвав ідеї Ланца про природу свідомості оригінальними та захоплюючими, та заявив, що його теорія біоцентризму узгоджується з найдавнішими світовими традиційними мудростями. "Це основа нашого Буття, в якій виникають як суб'єктивна, так і об'єктивна реальність". Девид Томсон, астрофізик з Центру космічних польотів імені Ґоддарда, який належить НАСА, сказав, що робота Ланца - це "пробуджуючий дзвінок".
Лауреат Нобелівської премії доктор Едвард Донналл Томас заявив, що "Жодне коротке твердження не дає належного такій науковій роботі. Робота є науковим розглядом науки і філософії, в якому біологія відіграє центральну роль в об'єднанні всього."
Вчений з Університету Каліфорнії у Девісі Стівен Сміт піддав критиці деякі принципи біоцентризму: шостий (про ілюзорність часу) та сьомий (про ілюзорність простору); а також неправильне трактування Експерименту Лібета.